# Nick Caamano
Nicholas "Nick" Caamano, född 17 september 1998, är en kanadensisk professionell ishockeyforward som spelar för Dallas Stars i National Hockey League (NHL). Han har tidigare spelat för Texas Stars i American Hockey League (AHL) och Plymouth Whalers, Flint Firebirds och Hamilton Bulldogs i Ontario Hockey League (OHL).
Caamano draftades av Dallas Stars i femte rundan i 2016 års draft som 146:e spelare totalt.

## Statistik
| 2013–2014  | Hamilton Jr. Bulldogs | SCTA       | 40  | 22 | 22 | 44  | 54  | 10 | 6  | 7  | 13 | 6  |
|            | Ancaster Avalanche    | GOJHL      | 3   | 1  | 4  | 5   | 0   | —  | —  | —  | —  | —  |
| 2014–2015  | Plymouth Whalers      | OHL        | 64  | 3  | 6  | 9   | 29  | —  | —  | —  | —  | —  |
| 2015–2016  | Flint Firebirds       | OHL        | 64  | 20 | 17 | 37  | 40  | —  | —  | —  | —  | —  |
| 2016–2017  | Flint Firebirds       | OHL        | 67  | 35 | 29 | 64  | 63  | 5  | 0  | 3  | 3  | 8  |
|            | Texas Stars           | AHL        | 6   | 0  | 3  | 3   | 2   | —  | —  | —  | —  | —  |
| 2017–2018  | Flint Firebirds       | OHL        | 23  | 12 | 9  | 21  | 38  | —  | —  | —  | —  | —  |
|            | Hamilton Bulldogs     | OHL        | 41  | 13 | 23 | 36  | 56  | 21 | 10 | 12 | 22 | 22 |
| 2018–2019  | Texas Stars           | AHL        | 73  | 12 | 12 | 24  | 91  | —  | —  | —  | —  | —  |
| 2019–2020  | Dallas Stars          | NHL        | 1   | 0  | 0  | 0   | 0   | —  | —  | —  | —  | —  |
| NHL totalt | NHL totalt            | NHL totalt | 1   | 0  | 0  | 0   | 0   | —  | —  | —  | —  | —  |
| NHL totalt | NHL totalt            | NHL totalt | 79  | 12 | 15 | 27  | 93  | —  | —  | —  | —  | —  |
| OHL totalt | OHL totalt            | OHL totalt | 259 | 83 | 84 | 167 | 226 | 26 | 10 | 15 | 25 | 30 |